# Sant Antoni de Portmany
Sant Antoni de Portmany is een stad en gemeente in de Spaanse provincie en regio Balearen op het eiland Ibiza. 'Portmany' verwijst naar de naam die de Romeinen aan de stad gaven: Portus Magnus.
De gemeente heeft een oppervlakte van 127 km² en telt 24.478 inwoners (1 januari 2016). Het is een populaire toeristenbestemming en uitgaansplaats.
Bij de haven staat een standbeeld dat het ei van Columbus voorstelt. De stad is een van de plaatsen waarvan men zegt dat Christoffel Columbus er geboren werd.

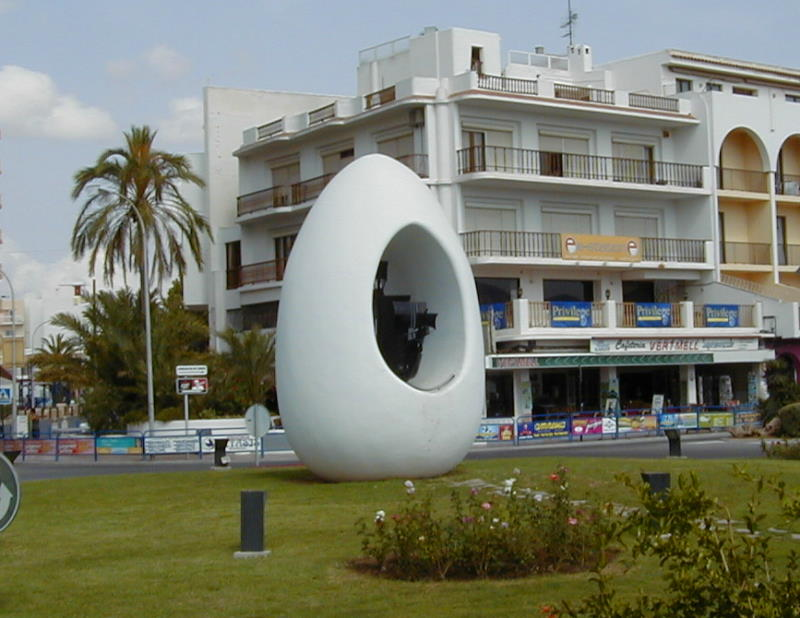
Het ei aan de haven van Sant Antoni de Portmany

## Demografische ontwikkeling
Bron: INE; 1857-2011: volkstellingen
Ibiza-stad · Sant Antoni de Portmany · Sant Joan de Labritja · Sant Josep de sa Talaia · Santa Eulària des Riu